# Башня Бисмарка (Изерлон)
Башня Бисмарка в Изерлоне (нем. Bismarckturm in Iserlohn) — башня-памятник (мемориальная башня), возведённая в 1914—1915 годах в городе Изерлон в честь бывшего канцлера Германии Отто фон Бисмарка.

## История
Первые проекты по созданию общенационального памятника в честь бывшего канцлера Германии Отто фон Бисмарка появились в Изерлоне в 1911 году. 1 апреля 1913 года местный комитет принял решение о создании комиссии по строительству башни. Для строительства мемориала, который помимо своей основной функции также выполнял бы роль смотровой башни, жители города в течение короткого времени собрали пожертвования на сумму в 25 000 золотых марок. В комиссию были представлены сразу четыре проекта будущей башни: в результате конкурса был выбран проект архитекторов Августа Дойкера (нем. August Deucker) и Карла Хоффмана (нем. Karl Hofmann, 1856—1933). При этом до начала строительства город Изерлон не был владельцем земли, на которой сегодня стоит башня — участок на озере, площадью 6 акров, был приобретён за 3600 марок. Перед началом строительства лучшее место для будущего каменного сооружения было найдено с использованием деревянной модели башни.
Вода, необходимая для строительных работ, поступала из скважины, пробурённой специально для реализации проекта. Песчаник (граувакка), использовавшийся как основной строительный материал, добывался в соседнем карьере. Для портала и чаши с огнём, установленной на вершине, использовалась базальтовая лава. Общая стоимость мемориала составила 28 000 марок. Первый камень в основание башни был заложен уже после начала Первой мировой войны, 6 сентября 1914 года; торжественное открытие состоялось 31 марта 1915 года. На следующий день — в день столетию со дня рождения Бисмарка — в чаше был впервые зажжён огонь. До конца Великой войны башня использовалась в качестве пункта наблюдения за воздушной обстановкой.
Во время Второй мировой войны, в 1940 году, башня использовалась Вермахтом, а после войны британские военные использовали её как центр радиоуправления. Горожанам разрешили посещать башню только в 1955 году — при этом с 1957 по 1989 год на вершине башни не горел огонь. В 1975 году «Бисмарктурм» официально стала частью города Изерлон. Во время большого празднования 75-й годовщины со дня возведения башни, в 1990 году, мэр Фриц Фишер (Fritz Fischer) повторно зажёг огонь в новой газовой чаше — после празднования юбилея на башне была установлена мемориальная доска.

## Описание
Башня Бисмарка стоит на высоте 338 м над уровнем моря в районе озера Зайлерзее (высота от поверхности озера по основания башни составляет около 130 метров), являясь достопримечательностью соседнего города Изерлон. К северо-востоку от башни находится город Хемер, а к северо-западу — историческая фабрика Масте-Барендорф.
Башня имеет квадратное основание с длиной стороны в 7,5 м. Смотровая площадка расположена на высоте 11 метров: чтобы подняться на неё нужно преодолеть каменную лестницу в 44 ступени и винтовую лестницу с 13 ступенями. Общая высота башни составляет 14,5 м. С 1988 по 1995 год башня работала регулярно; по состоянию на начало XXI века для подъёма на башню требовалась предварительная договорённость с администрацией города. Кроме того, здание было открыто для свободного посещения по воскресеньям с апреля по сентябрь. Башня также была оборудована восемью солнечными батареями, незаметными с земли, но вырабатывающими электроэнергию для ретрансляции местной любительской радиостанции.